# Beringen (Švýcarsko)
Beringen je obec v kantonu Schaffhausen. Žije zde přibližně 4 600 obyvatel.

## Geografie
Beringen se nachází v zemědělsky významném regionu Klettgau na úpatí pohoří Randen, asi 4 kilometry západně od kantonálního hlavního města, Schaffhausenu.
Na severovýchodě sousedí se Schaffhausenem, na jihovýchodě s Neuhausenem am Rheinfall, na jihu s Jestettenem (v německé spolkové zemi Bádensko-Württembersko) a na západě se Siblingenem, Löhningenem a Neunkirchem. Geografický střed kantonu Schaffhausen se nachází v údolí Eschheimertal, poblíž hory Beringer Randenturm.

## Historie

Letecký pohled (1950)

Beringen je jednou z vesnic v kantonu Schaffhausen, která byla poprvé zmíněna již v roce 1090 v darovací listině hraběte Burkharda von Nellenburg klášteru Allerheiligen v Schaffhausenu.
Listina císaře Oty I. z roku 965, která je často uváděna jako první zmínka o Beringenu, je padělek z druhé poloviny 12. století. Beringen byl ve skutečnosti založen v raném středověku jako osada Bero. O tomto osídlení svědčí malé pohřebiště v lokalitě Spinnbündten, které vydalo mimořádně cenné nálezy, fibule (brože) ze stříbra a zlata a bronzové a skleněné nádoby. Patří k nejcennějším nálezům z tohoto období na švýcarské půdě a dokazují, že zde v 7. století žila bohatá rodina.

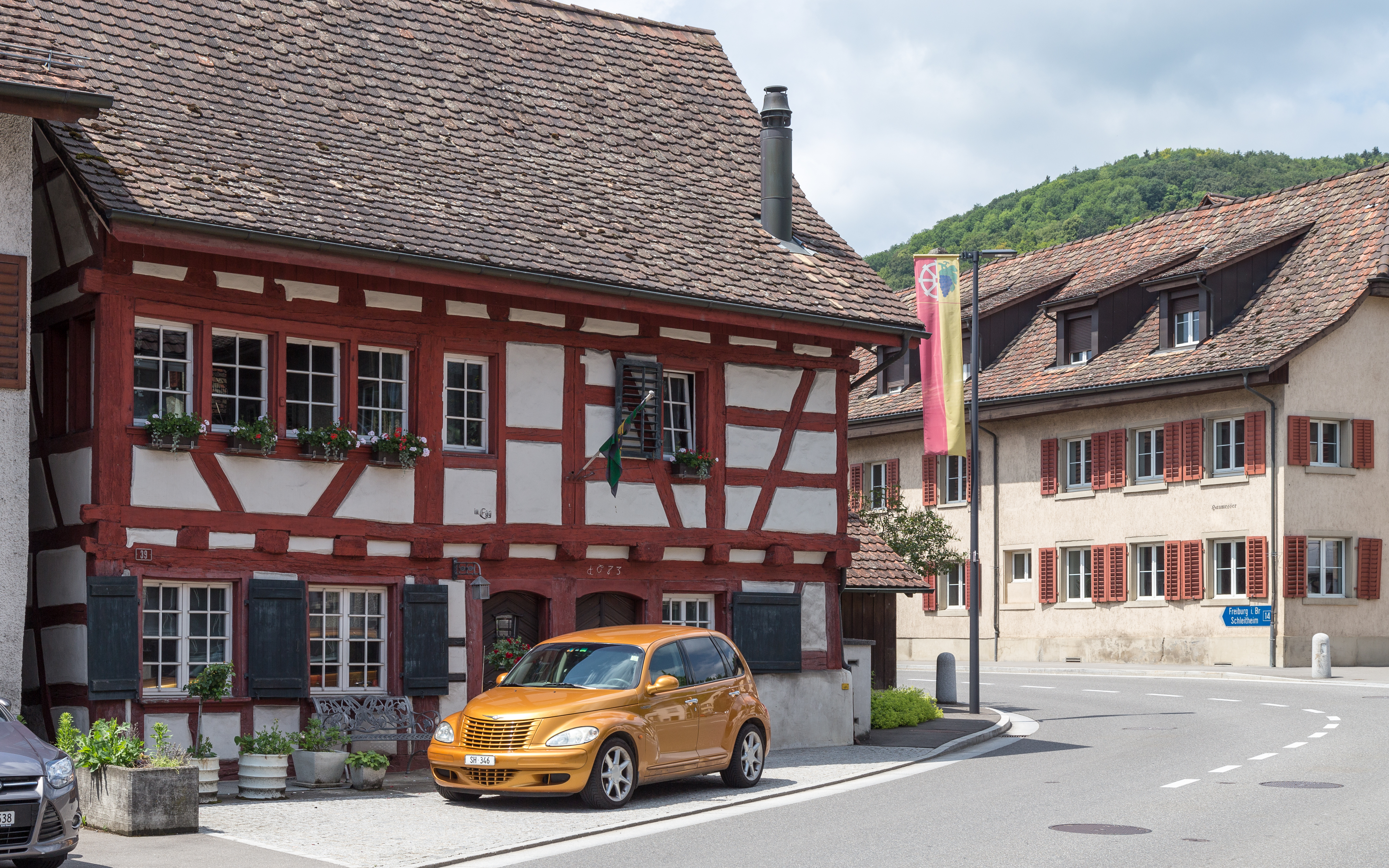
Tradiční architektura v obci

Z vrcholného středověku je v Beringenu doložena šlechtická rodina Hünen von Beringen. Patřil jim hrad v centru obce, ze kterého se do současnosti nezachovalo téměř nic. V roce 1530 byl Beringen větší než sousední Neuhausen a patřil k nejvýznamnějším vesnickým obcím v tehdejším městském státě Schaffhausen.
V roce 1840 popsal Eduard Im Thurn, první statistik Schaffhausenu, Beringen takto: „Farní vesnice se 145 ohništi, ležící na cestě ze Schaffhausenu do Freiburgu im Breisgau. Její obyvatelé pěstují ovoce, vinnou révu, louky a obilí a mnozí z nich pracují také na denní práci ve městě.“
Díky pokroku v medicíně a hygieně se počet obyvatel od konce 18. do poloviny 19. století rychle zvyšoval. Tento silný populační růst vedl k rozdrobení zemědělských usedlostí s mnoha malými a hladovými hospodářstvími. Obec brzy přestala být schopna uživit své obyvatele, takže v roce 1852 muselo 149 obyvatel Beringenu emigrovat do Ameriky.
Až do začátku 20. století byl Beringen stále malou zemědělskou obcí. Připomíná to i znak obce. Víno a chléb byly pro obyvatele nejdůležitějšími potravinami a jejich výroba byla hlavním zdrojem obživy.
S industrializací města Schaffhausen a sousedního Neuhausenu se Beringen stal ve 30. a 40. letech 20. století předměstím této nové průmyslové aglomerace. Od 60. let 20. století se Beringen sám stal průmyslovou obcí.

## Obyvatelstvo

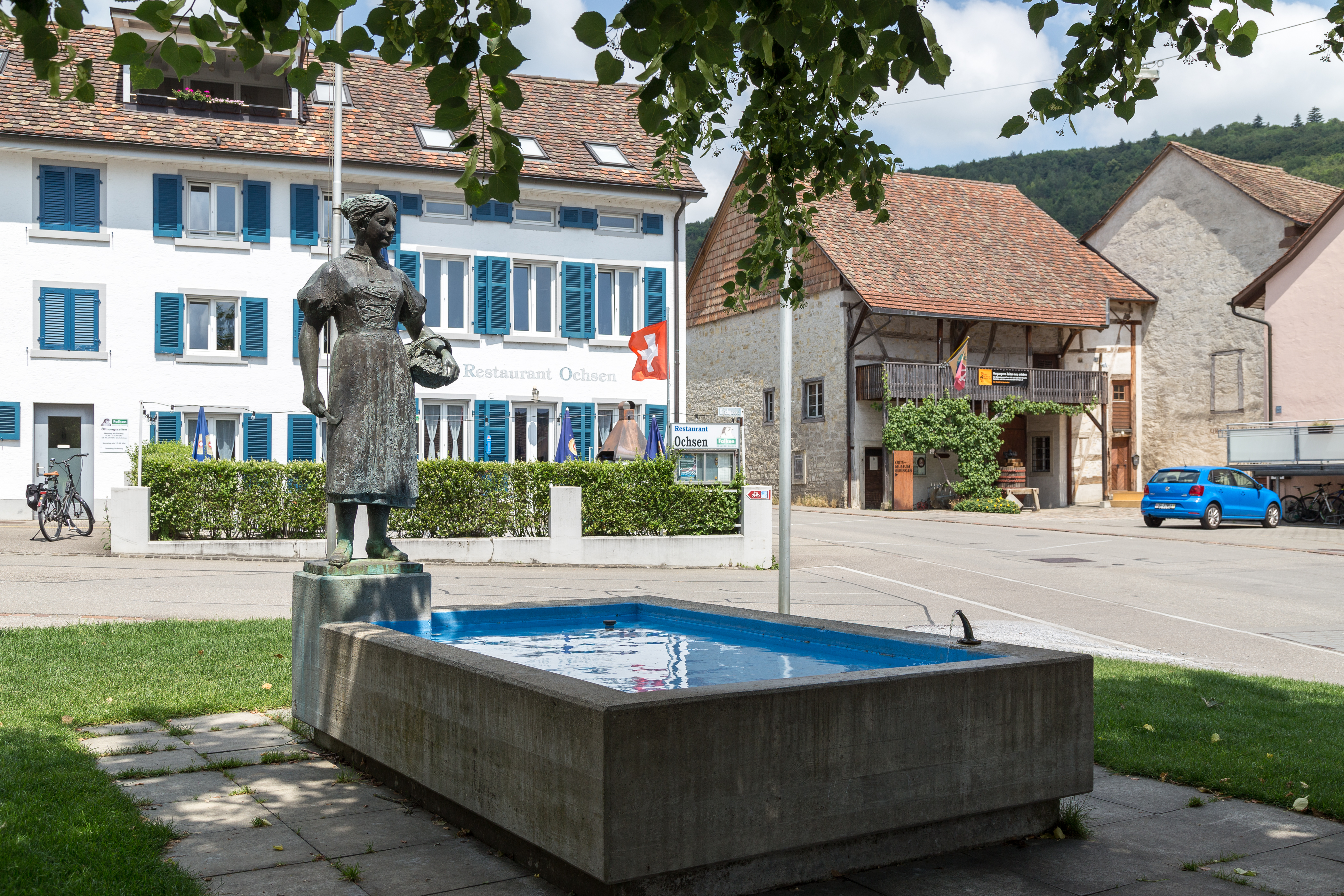
Kašna na hlavním náměstí

| Rok            | 1771 | 1850 | 1900 | 1950 | 2000 |
| Počet obyvatel | 702  | 1418 | 1208 | 1757 | 3027 |

## Doprava

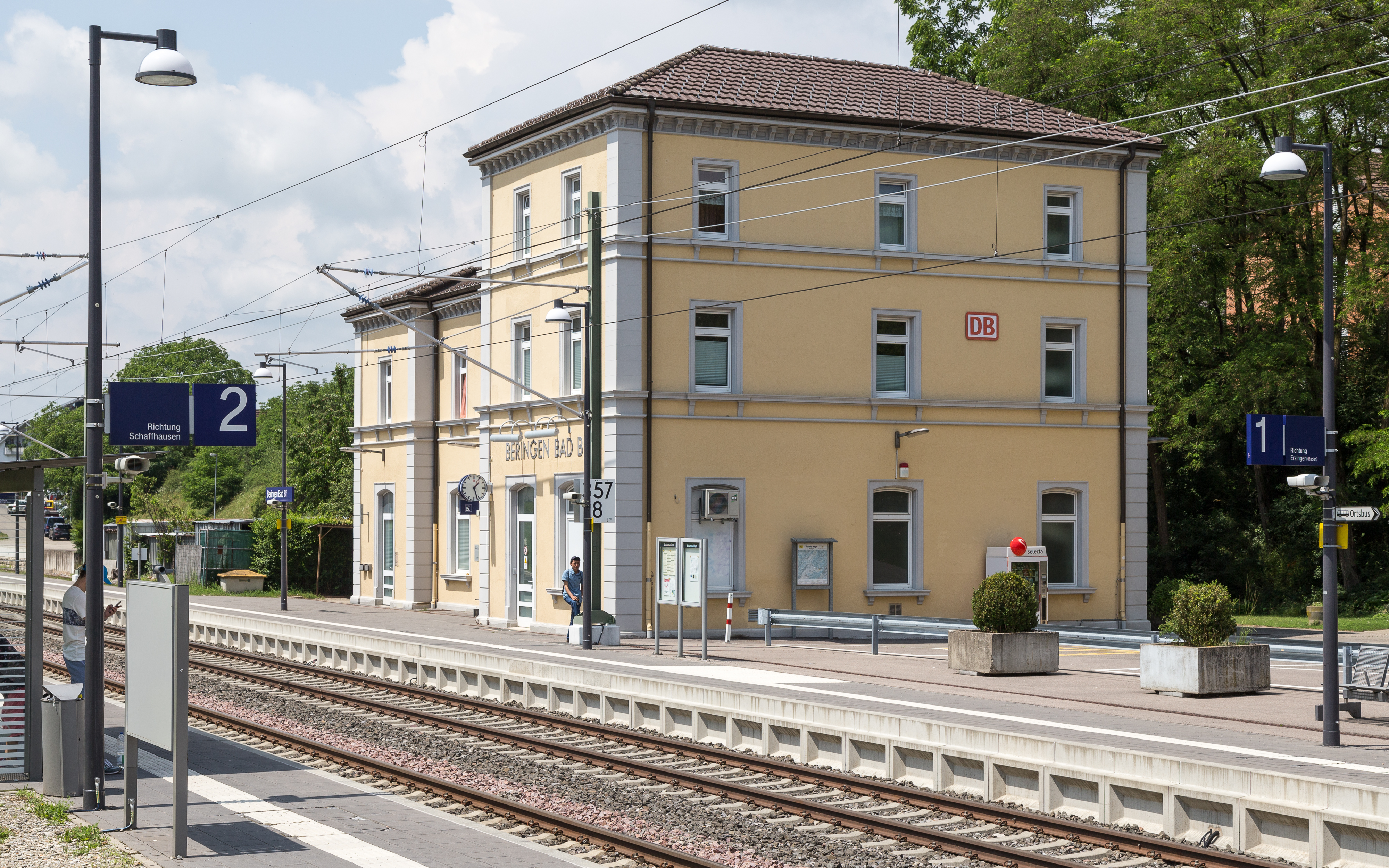
Železniční stanice Beringen, patřící německým drahám

Na východním okraji Beringenu se rozdělují hlavní silnice č. 14 (Frauenfeld – Schaffhausen – Neuhausen am Rheinfall – Schleitheim – Freiburg im Breisgau) a hlavní silnice č. 13 (součást evropské silnice E54, Singen am Hohentwiel – Schaffhausen – Neuhausen am Rheinfall – Trasadingen – Waldshut – Basilej).
Z Beringenu vede přes malý hřeben do čtvrti Breite v Schaffhausenu vedlejší silnice, která je také známá jako silnice přes sedlo Kistenpass.
Přes Beringen vede železniční trať, zvaná Hochrheinbahn (Basilej – Schaffhausen – Singen – Kostnice), na které se nachází železniční stanice Beringen a zastávka v Beringerfeldu. Ačkoli se úsek nachází na švýcarském území, je v majetku německé organizace Bundeseisenbahnvermögen (BEV) a ve správě německých drah Deutsche Bahn (DB). Ze Schaffhausenu do Schleitheimu jezdí také meziměstská autobusová linka.

## Osobnosti
- Leonie Küngová (* 2000), švýcarská tenistka